# Phoradendron oliveirae
Phoradendron oliveirae är en sandelträdsväxtart som beskrevs av Kuijt. Phoradendron oliveirae ingår i släktet Phoradendron och familjen sandelträdsväxter. Inga underarter finns listade i Catalogue of Life.